# Picayune
Picayune é uma cidade localizada no estado americano de Mississippi, no Condado de Pearl River.

## Demografia
Segundo o censo americano de 2000, a sua população era de 10.535 habitantes.
Em 2006, foi estimada uma população de 11.759, um aumento de 1224 (11.6%).

## Geografia
De acordo com o United States Census Bureau tem uma área de
30,6 km², dos quais 30,5 km² cobertos por terra e 0,1 km² cobertos por água. Picayune localiza-se a aproximadamente 22 m acima do nível do mar.

## Localidades na vizinhança
O diagrama seguinte representa as localidades num raio de 32 km ao redor de Picayune.